# Hexathele huka
Hexathele huka är en spindelart som beskrevs av Forster 1968. Hexathele huka ingår i släktet Hexathele och familjen Hexathelidae. Inga underarter finns listade i Catalogue of Life.